# Pascheke
Die Pascheke (polnisch Wyspa Pasieka, auch Insel Wilhelmstal oder Schloss-Pascheke) ist eine Oderinsel im oberschlesischen Oppeln.

## Geographische Lage
Die Pascheke befindet sich in der Innenstadt von Oppeln. Die Insel ist im Westen von der Oder und im Osten von deren Nebenarm, dem Mühlgraben, umgeben.
Im Norden verbinden die Brücken Most Piastowski (dt. Piastenbrücke) sowie die Most Katedralny (dt. Kathedralbrücke) die Insel mit der Oppelner Altstadt sowie mit der Odervorstadt (poln. Zaodrze). Weiter südlich verbinden die Most Zamkowa (dt. Schlossbrücke) sowie die Fußgängerbrücke Most Groszowy (dt. Pfennigbrücke) die Insel im Osten mit der Altstadt. Weiterhin wird die Insel von der Bahnstrecke der ehemaligen Oberschlesischen Eisenbahn durchzogen. Im Süden verbindet die 1928 erbaute Most na wyspę Bolko (dt. Bolkobrücke) die Pascheke-Insel mit der Bolko-Insel.

## Geschichte

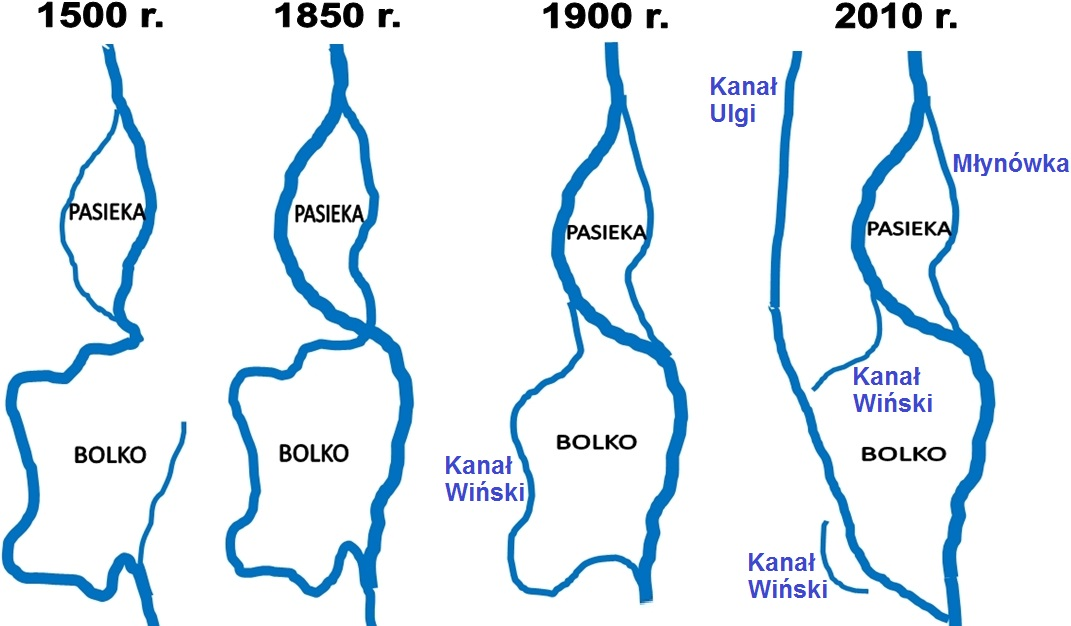
Darstellung der Entwicklung der Oder

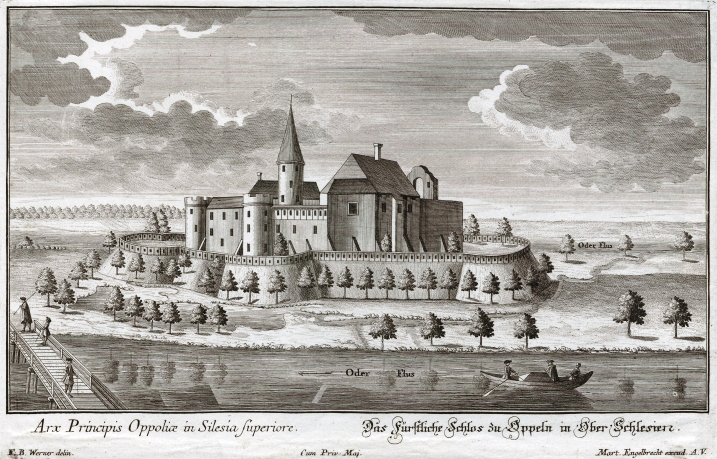
Zeichnung des ehemaligen Piastenschlosses am Ostrowek aus dem 18. Jahrhundert

Die Insel Pascheke entstand 1600, als die Oder nach einem Hochwasser ihren Verlauf nach Westen änderte und somit die Pascheke von der restlichen Landmasse abtrennte. Zuvor verlief der Hauptstrom der Oder östlich der Insel, direkt entlang der Oppelner Altstadt.
Der Name Pascheke stammt vom polnischen Wort pasieka (dt. Bienengarten) ab. Früher wurde die Insel auch Schloss-Pascheke genannt, zur Unterscheidung von der westlich davon gelegenen Flur Sczepanowitzer Pascheke.
1824 entstand auf der Pascheke die Kolonie Wilhelmstal und der spätere Oppelner Stadtteil Wilhelmsthal. Wilhelmsthal wurde benannt nach dem Regierungsbaurat Wilhelm Krause. Die zuvor bereits existierende Gemeinde Ostrowek mit dem Piastenschloss im Norden der Insel und die Kolonie Wilhelmstal schlossen sich 1829 zur Gemeinde Wilhelmstal zusammen. Dieser und somit auch die Insel entwickelte sich bis zu Beginn des 20. Jahrhunderts zu einem Villenviertel. Da bereits das Piastenschloss am Ostrowek als Regierungssitz genutzt wurde, wurde Wilhelmstal 1891 nach Oppeln eingemeindet.
1928 wurde eine Fußgängerbrücke von der Pascheke zur benachbarten Bolko-Insel errichtet. Im gleichen Jahr begann der Abriss des Piastenschlosses am Ostrowek, der sich bis 1931 hinzog. An gleicher Stelle entstand bis 1934 das heute von der Woiwodschaft Opole genutzt Regierungsgebäude. In der Pogromnacht 1938 wurde die 1897 erbaute Neue Synagoge zerstört.
In den 1960er Jahren wurde der ehemalige Schlosspark am Piastenschloss durch das Amphitheater bebaut. Hier finden alljährlich das Landesfestival des Polnischen Liedes sowie weitere Konzerte und Veranstaltungen statt. Im Juli 1997 wurde die Insel beim Jahrhunderthochwasser der Oder komplett überflutet. In den Straßen stand das Wasser mehrere Meter hoch. Heute (2015) befinden sich auf der Insel viele wichtige administrative und kulturelle Institutionen wie beispielsweise das Deutsche Konsulat, die Regierung der Woiwodschaft Opole, der Sendesaal von Radio Opole, die Zentrale der regionalen Tageszeitung Nowa Trybuna Opolska, das schlesische Institut oder das Museum des Polnischen Liedes.

## Ostrowek

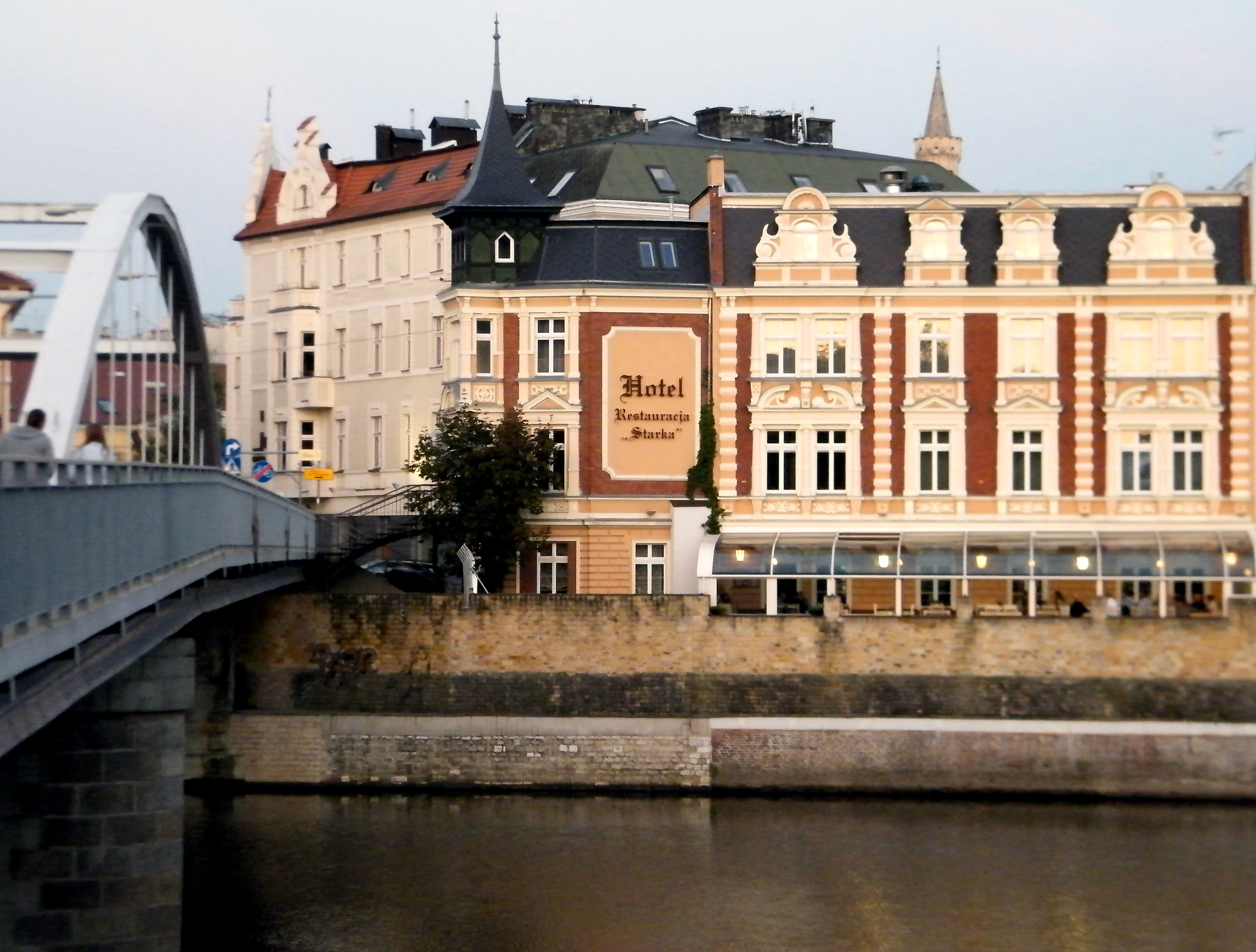
Blick auf den Ostrowek

Als Ostrowek (poln. Ostrówek) wird die nördliche Spitze der Insel bezeichnet. Hier dominierte bis zum Abriss in den 1920er Jahren das Piastenschloss, dessen Bergfried der Piastenturm noch erhalten ist. Noch bis ins 20. Jahrhundert hinein legten hier die Schiffe an der Oder an.
An der nördlichen Spitze verläuft die Straße ul. Piastowska (bis 1945 Hafenstraße), die die Altstadt von Oppeln mit der Pascheke und der Odervorstadt (poln. Zaodrze) verbindet. Die den Mühlgraben überspannende Brücke wird heute als Most Katedralny (dt. Kathedralbrücke, bis 1945 Mühlgrabenbrücke) bezeichnet. Neben dran befindet sich eine Fußgängerbrücke. Die oderüberspannende Brücke auf der Westseite der Insel ist die Most Piastowski (dt. Piastenbrücke, bis 1945 Jahrhundertbrücke (poln. Most stulecia)). Die heutige Gestalt der Brücke stammt aus den Jahren 1959–1963. Die alte Brücke wurde im Zweiten Weltkrieg zerstört.

## Sehenswürdigkeiten
Auf der Insel befinden sich unter anderem der Piastenturm, das Regierungsgebäude der Woiwodschaft Opole und das Amphitheater, in dem jährlich das Landesfestival des Polnischen Liedes stattfindet. Sehenswert ist ebenfalls die Pfennigbrücke und das 1909 erbaute Eishaus mit dem Schlossteich. Dieses Gelände wurde 2012 komplett renoviert und modernisiert.
Auf dem Gelände des Regierungsgebäudes befand sich früher das Piastenschloss, welches Ende der 1920er Jahre abgerissen wurde. In direkter Nachbarschaft des Eishaues befand sich bis 1938 die Oppelner Synagoge.

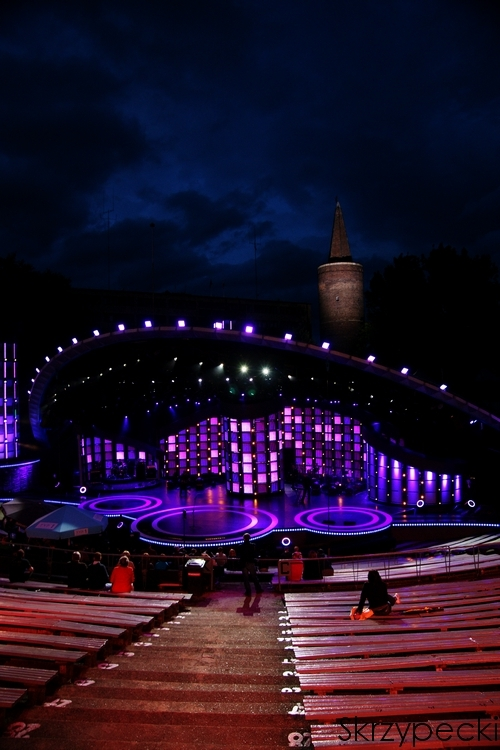
Amphitheater
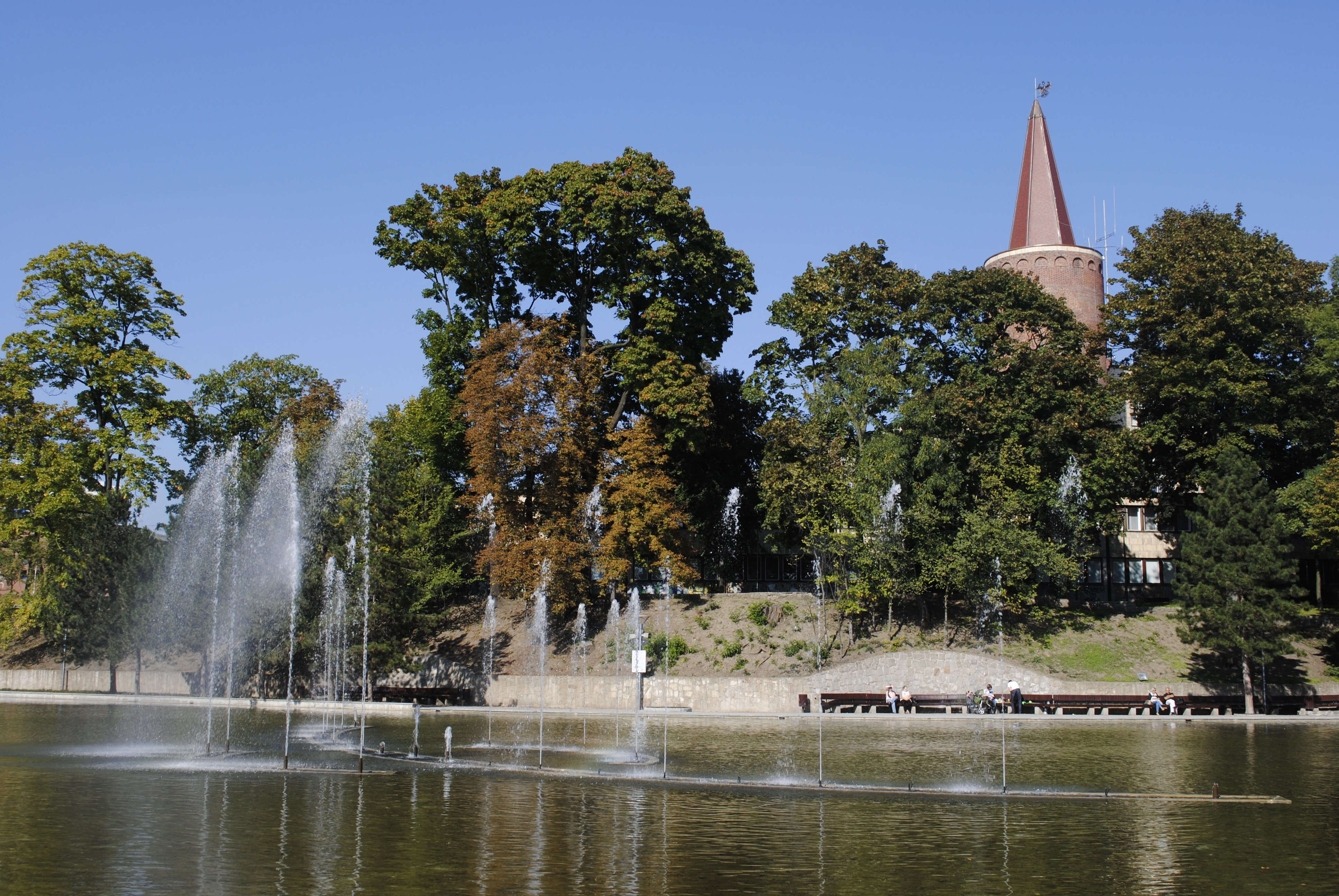
Schloßteich mit Piastenturm
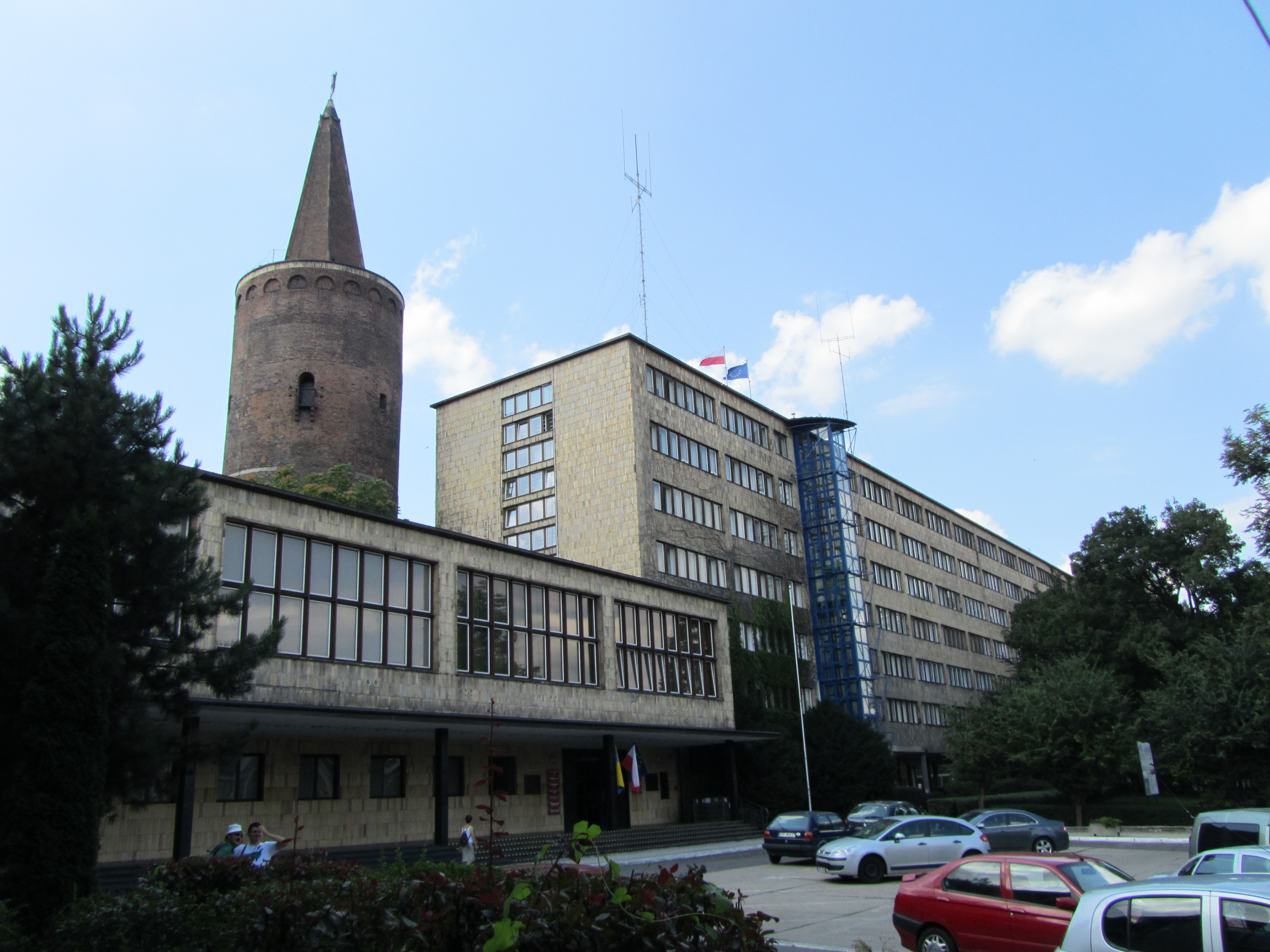
Piastenturm mit Regierungsgebäude
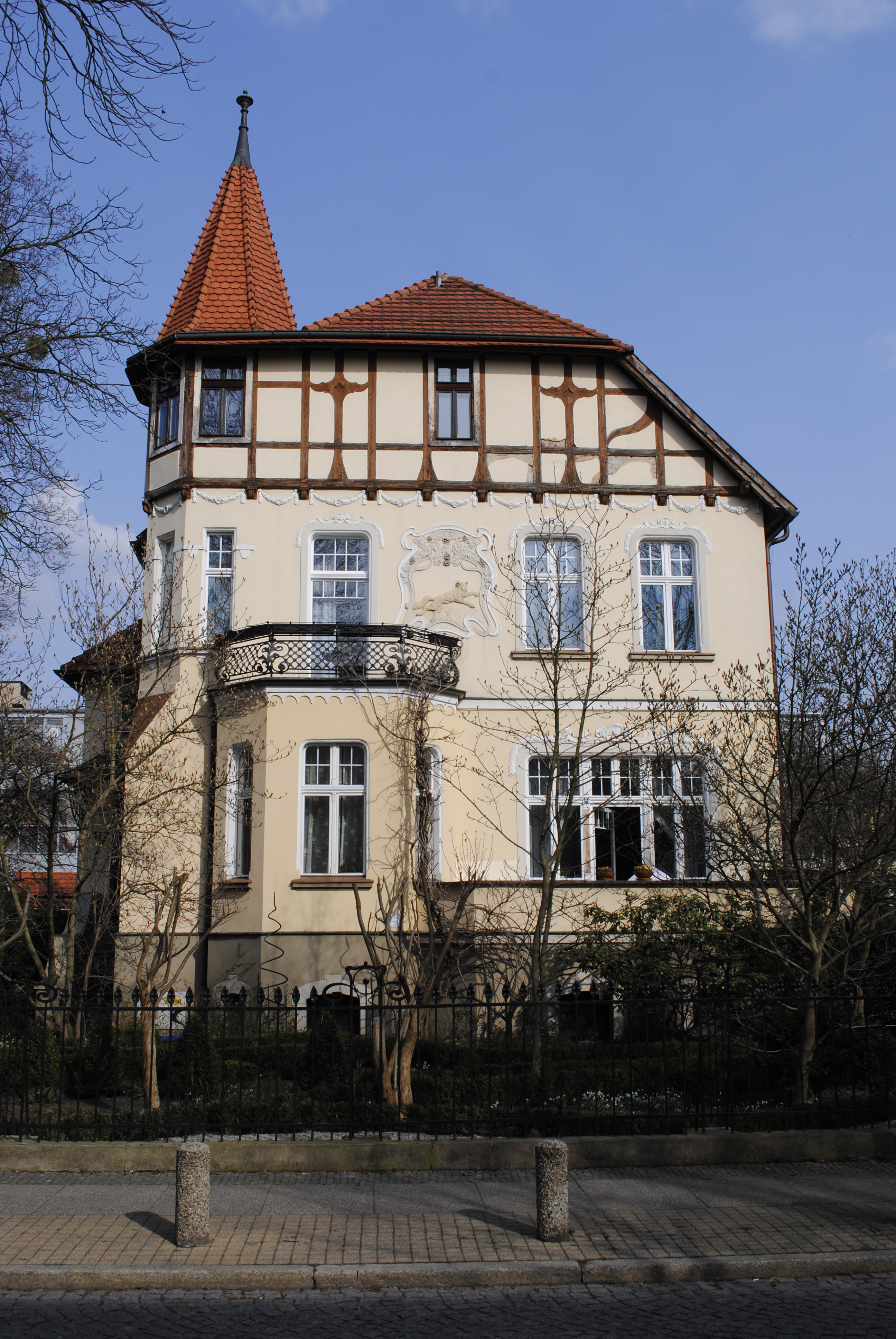
Wohnhaus in der Powstańców Śląskich Straße
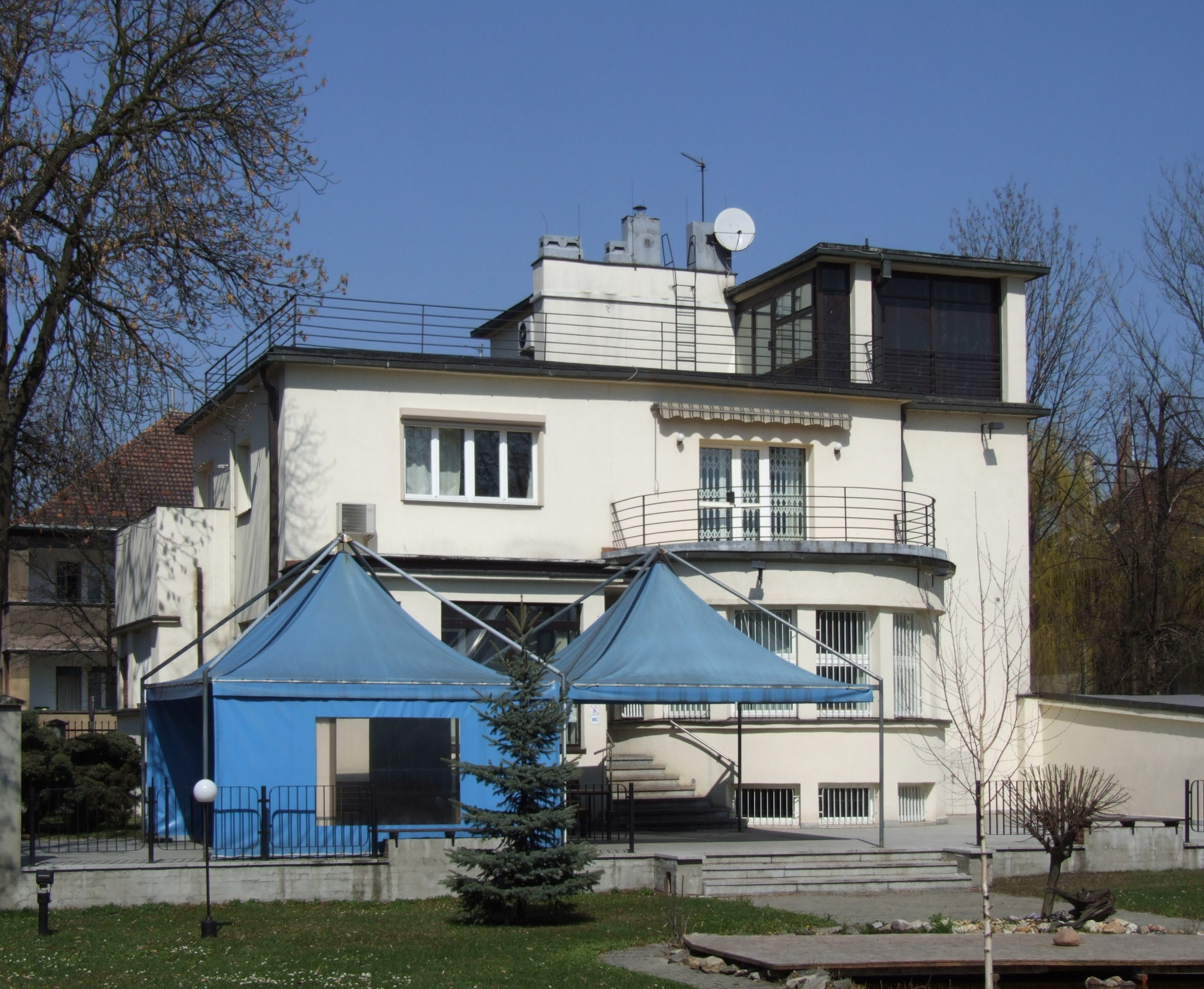
Deutsches Konsulat